# Arnold Harberger
Arnold Carl Harberger
(* 27. Juli 1924 in Newark, New Jersey, USA) ist ein US-amerikanischer Ökonom. Er wird zur Chicagoer Schule gezählt. Heute ist er emeritierter Professor der University of California in Los Angeles (UCLA).

## Werdegang
Harberger studierte Ökonomie im Bachelor an der Johns Hopkins University, dem ein Master in Internationalen Beziehungen im Jahr 1947 an der University of Chicago folgte. Dort wurde er auch 1950 zum Ph.D. promoviert.
Im Jahr 1997 stand Harberger der American Economic Association als gewählter Präsident vor. 1972 wurde er in die American Academy of Arts and Sciences gewählt, 1989 in die National Academy of Sciences.

## Forschung
Bekannt ist Harberger vor allem durch die Einführung des Harbergerdreiecks in die Finanzwissenschaft. Diese misst die Zusatzlast der Besteuerung. Siehe hierzu der Artikel Steuerinzidenz.
Arnold Harberger ging bei seiner Wohlfahrtsanalyse aus 1964 davon aus, dass eine Handelsliberalisierung die Produzentenrenten der Importeure zu den Konsumenten verschiebt. Deren Konsumentenrente erhöht sich, weil sie ihre Güternachfrage zu einem niedrigeren Weltmarktpreis befriedigen können. Hiermit ergänzte er die Aussagen des Ricardo-Viner-Modells.

## Privates
Harberger ist verheiratet und hat zwei Kinder.